# Woodcock
Woodcock es un borough ubicado en el condado de Crawford, Pensilvania, Estados Unidos. Según el censo de 2020, tiene una población de 141 habitantes.
Es una pequeña comunidad sin servicios propios, integrada a las localidades cercanas de Venango y Saegertown.

## Geografía
Está ubicado en las coordenadas 41°45′15″N 80°5′5″O / 41.75417, -80.08472 (41.754061, -80.084617).

## Demografía
Según la Oficina del Censo, en 2000 los ingresos medios eran de $50,500 y los ingresos medios de las familias eran de $56,250. Los hombres tenían unos ingresos medios de $31,667 frente a $32,250 para las mujeres. Los ingresos per cápita eran de $19,577. Alrededor del 2.6% de la población estaba por debajo del umbral de pobreza.
De acuerdo con la estimación 2016-2020 de la Oficina del Censo, los ingresos medios de los hogares son de $66,042 y los ingresos medios de las familias son de $66,667. Alrededor del 2.3% de la población está por debajo del umbral de pobreza.